# Криворізький державний цирк
Криворізький державний цирк — цирк із державною формою власності в Кривому Розі, Україна.

## Розташування
Цирк розташований у Металургійному районі, в Соцмісті — одному з найбільш відвідуваних районів міста.
Цирк був побудований за типовим проектом, розробленим у 1966 році московським інститутом «Діпротеатр» (архітектори С. М. Гельфер та Г. В. Напреєнко, конструктор В. Корнілов). У кінці 1960-х — середині 1970-х років проект цирку був реалізований ще в дев'яти великих містах колишнього СРСР, спочатку в Новосибірську, а далі в Уфі, Самарі, Донецьку, Пермі, Луганську, Воронежі, Харкові і Брянську. Багатофункціональне приміщення можна використовувати як кінотеатр, естрадний і спортивний зали з різною кількістю посадочних місць: 1765 — для циркових вистав, 1500 — для широкоекранного кінозалу, 2000 — для естрадних концертів.

## Історія
У 1964 році Криворізький міськвиконком виступив замовником початку будівництва цирку в Кривому Розі. Всесоюзне об'єднання державних цирків (Союздержцирк) узяло позичку, з якою і вироблялося фінансування будівництва цирку. Генеральним підрядником виступив трест «Кривбасрудбуд». Побудований цирк був у 1968–1969 за типовим проєктом, архітектори прив'язки Г. В. Напрієнко і С. М. Гельфер.
На фасаді є пам'ятна дошка споруди цирку: «Цирк споруджений в ювілейному 1970 колективами тресту «Кривбасрудбуд», спеціалізованих організацій за активної участі громадськості міста».
Криворізький цирк відкрив свої двері 17 липня 1970 року. Першу програму в цирку відкривали народні артисти СРСР Володимир Дуров з атракціоном «Дресовані слони», Валентин Філатов з атракціоном «Ведмежий цирк», Герой Соціалістичної Праці, Михайло Миколайович Рум'янцев, більш відомий як клоун Карандаш.
З 1968 по 1980 рік першим директором цирку був заслужений працівник культури УРСР Владислав Сергійович Литвиненко. З 1981 по 2012 рік директором був Гайдар Станіслав Григорович.